# Teratolepis
Teratolepis är ett släkte av ödlor som ingår i familjen geckoödlor.
Arter enligt Catalogue of Life:
- Teratolepis albofasciatus
- Teratolepis fasciata

Enligt The Reptile Databas ska arterna infogas i släktet Hemidactylus.